# Real Madrid Baloncesto 2010-2011
Questa voce raccoglie le informazioni riguardanti il Real Madrid Baloncesto nelle competizioni ufficiali della stagione 2010-2011.

## Stagione
La stagione 2010-2011 del Real Madrid Baloncesto è la 55ª nel massimo campionato spagnolo di pallacanestro, la Liga ACB.

## Roster
Aggiornato al 14 luglio 2019.
| Real Madrid 2010-11 | Real Madrid 2010-11 |
| Giocatori           | Staff tecnico       |
| ------------------- | ------------------- |

| N. | Naz.                                                  | Ruolo | Nome              | Anno | Alt.   | Peso   |  |
| -- | ----------------------------------------------------- | ----- | ----------------- | ---- | ------ | ------ |  |
| 4  | Croazia (bandiera)                                    | C     | Ante Tomić        | 1987 | 217 cm | 118 kg |  |
| 5  | Argentina (bandiera) · Italia (bandiera)              | P     | Pablo Prigioni    | 1977 | 186 cm | 88 kg  |  |
| 6  | Spagna (bandiera)                                     | C     | Víctor Arteaga    | 1992 | 213 cm | 109 kg |  |
| 8  | Spagna (bandiera)                                     | A     | Carlos Suárez     | 1986 | 203 cm | 104 kg |  |
| 9  | Spagna (bandiera)                                     | AC    | Felipe Reyes (C)  | 1980 | 204 cm | 112 kg |  |
| 11 | Stati Uniti (bandiera) · Spagna (bandiera)            | P     | Josh Fisher       | 1980 | 189 cm | 85 kg  |  |
| 12 | Montenegro (bandiera) · Spagna (bandiera)             | AG    | Nikola Mirotić    | 1991 | 208 cm | 105 kg |  |
| 13 | Spagna (bandiera)                                     | P     | Sergio Rodríguez  | 1986 | 191 cm | 88 kg  |  |
| 14 | Serbia (bandiera)                                     | AG    | Novica Veličković | 1986 | 205 cm | 109 kg |  |
| 15 | Spagna (bandiera)                                     | AG    | Jorge Garbajosa   | 1977 | 205 cm | 111 kg |  |
| 16 | Bosnia ed Erzegovina (bandiera) · Slovenia (bandiera) | C     | Mirza Begić       | 1985 | 216 cm | 118 kg |  |
| 20 | Spagna (bandiera)                                     | AP    | Sergi Vidal       | 1981 | 200 cm | 89 kg  |  |
| 21 | Stati Uniti (bandiera)                                | C     | D'or Fischer      | 1981 | 211 cm | 109 kg |  |
| 23 | Spagna (bandiera)                                     | G     | Sergio Llull      | 1987 | 190 cm | 94 kg  |  |
| 44 | Stati Uniti (bandiera)                                | G     | Clay Tucker       | 1980 | 195 cm | 95 kg  |  |
| -  | Spagna (bandiera)                                     | AP    | Dani Díez         | 1993 | 201 cm | 91 kg  |  |
| -  | Spagna (bandiera)                                     | P     | Jorge Sanz        | 1993 | 188 cm | 80 kg  |  |

| Allenatore |
| - Ettore Messina (fino al 4 marzo) - Emanuele Molin (dal 4 marzo)                                                        |
| Assistente/i |
| - Jota Cuspinera - Emanuele Molin (fino al 4 marzo) - Tirso Lorente Legenda - (C) Capitano - (IN) Inattivo - Infortunato |

## Mercato

### Sessione estiva
| Acquisti | Acquisti               | Acquisti          | Acquisti      | Acquisti |
| R.a      | Nome                   | da                | Modalità      |          |
| -------- | ---------------------- | ----------------- | ------------- | -------- |
| AG       | Nikola Mirotić         | Palencia          | fine prestito |          |
| A        | Carlos Suárez          | Estudiantes       | definitivo    |          |
| C        | D'or Fischer           | Maccabi Tel Aviv  | definitivo    |          |
| P        | Sergio Rodríguez       | N.Y. Knicks       | definitivo    |          |
| G        | Clay Tucker            | Joventut Badalona | definitivo    |          |
| AG       | Pablo Aguilar Bermúdez | Granada           | fine prestito |          |

| Cessioni | Cessioni               | Cessioni        | Cessioni          | Cessioni |
| R.       | Nome                   | a               | Modalità          |          |
| -------- | ---------------------- | --------------- | ----------------- | -------- |
| AG       | Darjuš Lavrinovič      | Fenerbahçe      | fine contratto    |          |
| G        | Louis Bullock          | Siviglia        | fine contratto    |          |
| G        | Travis Hansen          | Free agent      | fine contratto    |          |
| G        | Marko Jarić            | Free agent      | fine contratto    |          |
| AG       | Vladimir Dašić         | Virtus Roma     | rescissione       |          |
| G        | Rimantas Kaukėnas      | Mens Sana Siena | fine contratto    |          |
| C        | Tomas Van Den Spiegel  | Free agent      | fine contratto    |          |
| AP       | Morris Almond          | V.L. Pesaro     | fine contratto    |          |
| AG       | Axel Hervelle          | Bilbao Berri    | riscatto prestito |          |
| AG       | Pablo Aguilar Bermúdez | Saragozza       | prestito          |          |

### Dopo l'inizio della stagione
| Acquisti | Acquisti    | Acquisti     | Acquisti        | Acquisti   |
| R.       | Nome        | da           | Data            | Modalità   |
| -------- | ----------- | ------------ | --------------- | ---------- |
| P        | Josh Fisher | Bilbao Berri | 20 ottobre 2010 | definitivo |
| C        | Mirza Begić | Free agent   | 18 gennaio 2011 | definitivo |

| Cessioni | Cessioni        | Cessioni     | Cessioni         | Cessioni    |
| R.       | Nome            | a            | Data             | Modalità    |
| -------- | --------------- | ------------ | ---------------- | ----------- |
| P        | Josh Fisher     | Bilbao Berri | 29 novembre 2010 | rescissione |
| AG       | Jorge Garbajosa | Málaga       | 14 marzo 2011    | rescissione |